# Austrogymnocnemia pentagramma
Austrogymnocnemia pentagramma är en insektsart som först beskrevs av Gerstaecker 1885.  Austrogymnocnemia pentagramma ingår i släktet Austrogymnocnemia och familjen myrlejonsländor. Inga underarter finns listade i Catalogue of Life.